# Эстония на летних Олимпийских играх 2024
Эстония на летних Олимпийских играх 2024 года в Париже была представлена 25 спортсменами в 13 видах спорта.
Знаменосцами на открытии игр были Реэна Пярнат и Клен Кристофер Кальюлайд, а на закрытии Янек Ыйглане и Реэна Пярнат.

## Квалификация
| № п/п | Вид спорта           | Мужчины        | Мужчины                | Женщины        | Женщины                | Всего          | Всего                  |
| № п/п | Вид спорта           | Завоевано квот | Количество спортсменов | Завоевано квот | Количество спортсменов | Завоевано квот | Количество спортсменов |
| ----- | -------------------- | -------------- | ---------------------- | -------------- | ---------------------- | -------------- | ---------------------- |
| 1     | Академическая гребля | 1              | 4                      |                |                        | 1              | 4                      |
| 2     | Бадминтон            |                |                        | 1              | 1                      | 1              | 1                      |
| 3     | Борьба               | 1              | 1                      |                |                        | 1              | 1                      |
| 4     | Велоспорт            | 1              | 1                      | 1              | 1                      | 2              | 2                      |
| 5     | Дзюдо                | 1              | 1                      |                |                        | 1              | 1                      |
| 6     | Конный спорт         |                |                        | 1              | 1                      | 1              | 1                      |
| 7     | Лёгкая атлетика      | 4              | 4                      | 1              | 1                      | 5              | 5                      |
| 8     | Парусный спорт       | 1              | 1                      | 1              | 1                      | 2              | 2                      |
| 9     | Плавание             | 2              | 1                      | 2              | 1                      | 4              | 2                      |
| 10    | Стрельба             | 2              | 2                      |                |                        | 2              | 2                      |
| 11    | Стрельба из лука     |                |                        | 1              | 1                      | 1              | 1                      |
| 12    | Тяжёлая атлетика     | 1              | 1                      |                |                        | 1              | 1                      |
| 13    | Фехтование           |                |                        | 1              | 1                      | 1              | 1                      |
|       | ИТОГО                | 14             | 16                     | 9              | 8                      | 23             | 24                     |

## Состав команды
Академическая гребля
1. Михаил Куштейн[англ.]
2. Аллар Рая
3. Тыну Эндрексон
4. Йоганн Поолак[англ.]

 Бадминтон
1. Кристин Кууба[англ.]

 Борьба
Греко-римская борьба
1. Хейки Наби

Велоспорт
 Шоссейный велоспорт
1. Мадис Михкельс

 Маунтинбайк
1. Яника Лыйв[англ.]

 Дзюдо
1. Клен-Кристофер Кальюлайд[англ.]

 Конный спорт
1. Май Реландер[англ.]

 Лёгкая атлетика
1. Расмус Мяги[англ.]
2. Йоханнес Эрм
3. Янек Ыйглане
4. Карел Тилга[англ.]
5. Элизабет Пихела[англ.]

 Парусный спорт
1. Карл-Мартин Раммо[англ.]
2. Ингрид Пууста[англ.]

 Плавание
1. Крегор Зирк[англ.]
2. Энели Ефимова

 Стрельба
1. Пеэтер Олеск[англ.]
2. Пеэтер Юэриссон[англ.]

 Стрельба из лука
1. Реена Пярнат

 Тяжёлая атлетика
1. Март Сейм

 Фехтование
1. Нелли Дифферт[англ.]

## Академическая гребля
Эстония завоевала одну квоту на участие в соревнованиях по академической гребле на Финальной квалификационной регате 2024 года в Люцерне, Швейцария.
Мужчины
| Михаил Куштейн Аллар Рая Тыну Эндрексон Йоганн Поолак | Четвёрки парные | 5.52,04 | 4 R | 5.55,74 | 4 Q FB | 5.50,55 | 7 |

## Бадминтон
Эстония завоевала одну квоту на участие в олимпийском турнире по бадминтону в соответствии с Олимпийским рейтингом BWF.
| Спортсмен     | Категория         | Группы                                 | Группы                                    | Группы        | Группы | Выбывание             | Четвертьфиналы        | Полуфиналы            | Финал / За 3 место    | Финал / За 3 место    |
| Спортсмен     | Категория         | Соперник Счет                          | Соперник Счет                             | Соперник Счет | Место  | Соперник Счет         | Соперник Счет         | Соперник Счет         | Соперник Счет         | Место                 |
| ------------- | ----------------- | -------------------------------------- | ----------------------------------------- | ------------- | ------ | --------------------- | --------------------- | --------------------- | --------------------- | --------------------- |
| Кристин Кууба | Женщины одиночный | MDVФатимат Абдул Раззак В (21–7, 21–9) | INDПусарла Венката Синдху П (5–21, 10–21) | —             | 2      | завершила выступление | завершила выступление | завершила выступление | завершила выступление | завершила выступление |

## Борьба
Эстония получила одно место в результате перераспределения квот.
Греко-римская борьба
| Спортсмен  | Категория         | 1/8 финала                | Четвертьфиналы       | Полуфиналы           | Утешит. поединки     | Финал /За 3 место    | Финал /За 3 место |
| Спортсмен  | Категория         | Соперник Результат        | Соперник Результат   | Соперник Результат   | Соперник Результат   | Соперник Результат   | Место             |
| ---------- | ----------------- | ------------------------- | -------------------- | -------------------- | -------------------- | -------------------- | ----------------- |
| Хейки Наби | Мужчины до 130 кг | AZEСабах Шариати П 1–1 PP | завершил выступление | завершил выступление | завершил выступление | завершил выступление | 10                |

## Велоспорт

### Шоссейные велогонки
Эстония получила одно место в мужской групповой гонке на шоссе по рейтингу UCI.
| Спортсмен      | Дисциплина               | Время   | Место |
| -------------- | ------------------------ | ------- | ----- |
| Мадис Михкельс | Групповая гонка, мужчины | 6:23.16 | 30    |

### Маунтинбайк
Эстония завоевала одно место в женские соревнования по маунтинбайку в соответствии с Олимпийским квалификационным рейтингом UCI.
| Спортсмен  | Категория | Время   | Место |
| ---------- | --------- | ------- | ----- |
| Яника Лыйв | Женщины   | 1:35.05 | 19    |

## Дзюдо
Эстония получила по рейтингу IJF одно место в мужских соревнованиях.
| Спортсмен                | Категория        | 1/16 финала          | 1/8 финала               | Четвертьфиналы       | Полуфиналы           | Утеш. поединки       | Финал / За 3 место   | Финал / За 3 место   |
| Спортсмен                | Категория        | Соперник Результат   | Соперник Результат       | Соперник Результат   | Соперник Результат   | Соперник Результат   | Соперник Результат   | Место                |
| ------------------------ | ---------------- | -------------------- | ------------------------ | -------------------- | -------------------- | -------------------- | -------------------- | -------------------- |
| Клен-Кристофер Кальюлайд | Мужчины до 90 кг | MRIРеми Фёйе В 10–00 | JPNСансиро Мурао П 00–10 | завершил выступление | завершил выступление | завершил выступление | завершил выступление | завершил выступление |

## Конный спорт
Эстония получила одно дополнительное место для участия в олимпийском турнире по конкуру.

### Конкур
| Спортсмен    | Лошадь | Дисциплина    | Квалификация | Квалификация | Финал                 | Финал                 | Финал                 |
| Спортсмен    | Лошадь | Дисциплина    | Штраф        | Место        | Штраф                 | Время                 | Место                 |
| ------------ | ------ | ------------- | ------------ | ------------ | --------------------- | --------------------- | --------------------- |
| Май Реландер | Expert | Личный турнир | Сошла        | Сошла        | завершила выступление | завершила выступление | завершила выступление |

## Легкая атлетика
Эстонские легкоатлеты выполнили нормативы для участия в Играх 2024 года, пройдя прямую квалификацию или по мировому рейтингу, в следующих соревнованиях (максимум по 3 спортсмена в каждом):
Беговые дисциплины
Мужчины
| Спортсмен   | Дисциплина | Забеги    | Забеги | Утеш. забеги | Утеш. забеги | Полуфиналы | Полуфиналы | Финал     | Финал |
| Спортсмен   | Дисциплина | Результат | Место  | Результат    | Место        | Результат  | Место      | Результат | Место |
| ----------- | ---------- | --------- | ------ | ------------ | ------------ | ---------- | ---------- | --------- | ----- |
| Расмус Мяги | 400 м с/б  | 48,62     | 1 Q    | —            | —            | 48,16      | 2 Q        | 52,53     | 7     |

Технические дисциплины
Женщины
| Спортсмен       | Дисциплина      | Квалификация | Квалификация | Финал                 | Финал                 |
| Спортсмен       | Дисциплина      | Результат    | Место        | Результат             | Место                 |
| --------------- | --------------- | ------------ | ------------ | --------------------- | --------------------- |
| Элизабет Пихела | Прыжки в высоту | 1,83         | =26          | завершила выступление | завершила выступление |

Комбинированные дисциплины – Десятиборье
| Спортсмен    | Вид       | 100 м | ДЛ   | ЯД    | ВЫ   | 400 м | 110 с/б | ДИ    | ШЕ   | КО    | 1500 м  | Сумма | Место |
| ------------ | --------- | ----- | ---- | ----- | ---- | ----- | ------- | ----- | ---- | ----- | ------- | ----- | ----- |
| Йоханнес Эрм | Результат | 10,64 | 7,66 | 14,61 | 2,08 | 47,19 | 14,35   | 46,29 | 4,60 | 59,58 | 4.19,71 | 8569  | 6     |
| Йоханнес Эрм | Баллы     | 942   | 975  | 766   | 878  | 949   | 930     | 793   | 790  | 732   | 814     | 8569  | 6     |
| Янек Ыйглане | Результат | 10,89 | 7,25 | 14,58 | 1,99 | 48,02 | 14,45   | 43,39 | 5,30 | 71,89 | 4.25,59 | 8572  | 5     |
| Янек Ыйглане | Баллы     | 885   | 874  | 764   | 794  | 908   | 917     | 734   | 1004 | 918   | 774     | 8572  | 5     |
| Карел Тилга  | Результат | 11,01 | 7,16 | 15,88 | 1,99 | 48,67 | 14,66   | 50,13 | 4,70 | 64,16 | 4.26,41 | 8377  | 11    |
| Карел Тилга  | Баллы     | 858   | 852  | 844   | 794  | 877   | 891     | 873   | 819  | 801   | 768     | 8377  | 11    |

## Парусный спорт
Эстония завоевала право выставить одну лодку (яхту) по результатам регаты «Последний шанс» 2024 года в Йере, Франция и одну лодку по Программе Emerging Nations.
Гонки с выбыванием
| Спортсмен     | Дисциплина     | Открытые серии | Открытые серии | Открытые серии | Открытые серии | Открытые серии | Открытые серии | Открытые серии | Открытые серии | Открытые серии | Открытые серии | Открытые серии | Открытые серии | Открытые серии | Открытые серии | Открытые серии | Открытые серии | 1/4 финала            | Полуфинал             | Полуфинал             | Полуфинал             | Полуфинал             | Полуфинал             | Полуфинал             | Полуфинал             | Полуфинал             | Финал                 | Финал                 | Финал                 | Финал                 | Финал                 | Финал                 | Финал                 | Финал                 |
| Спортсмен     | Дисциплина     | 1              | 2              | 3              | 4              | 5              | 6              | 7              | 8              | 9              | 10             | 11             | 12             | 13             | 14             | Сумма          | Место          | Место                 | 1                     | 2                     | 3                     | 4                     | 5                     | 6                     | Всего побед           | Место                 | 1                     | 2                     | 3                     | 4                     | 5                     | 6                     | Всего побед           | Место                 |
| ------------- | -------------- | -------------- | -------------- | -------------- | -------------- | -------------- | -------------- | -------------- | -------------- | -------------- | -------------- | -------------- | -------------- | -------------- | -------------- | -------------- | -------------- | --------------------- | --------------------- | --------------------- | --------------------- | --------------------- | --------------------- | --------------------- | --------------------- | --------------------- | --------------------- | --------------------- | --------------------- | --------------------- | --------------------- | --------------------- | --------------------- | --------------------- |
| Ингрид Пууста | Женщины IQFoil | 25 BFD         | 9              | 13             | 11             | 15             | 9              | 10             | 13             | 17             | 18             | 22             | 18             | 14             | 15             | 162            | 17             | завершила выступление | завершила выступление | завершила выступление | завершила выступление | завершила выступление | завершила выступление | завершила выступление | завершила выступление | завершила выступление | завершила выступление | завершила выступление | завершила выступление | завершила выступление | завершила выступление | завершила выступление | завершила выступление | завершила выступление |

Медальные гонки
| Спортсмен         | Дисциплина     | Гонка | Гонка | Гонка | Гонка | Гонка | Гонка | Гонка | Гонка | Гонка    | Гонка    | Гонка | Баллы | Место |
| Спортсмен         | Дисциплина     | 1     | 2     | 3     | 4     | 5     | 6     | 7     | 8     | 9        | 10       | M*    | Баллы | Место |
| ----------------- | -------------- | ----- | ----- | ----- | ----- | ----- | ----- | ----- | ----- | -------- | -------- | ----- | ----- | ----- |
| Карл-Мартин Раммо | Мужчины ILCA 7 | 34    | 6     | 28    | 39    | 27    | 29    | 9     | 33    | отменены | отменены | EL    | 166   | 31    |

## Плавание
Эстонские пловцы выполнили требования для участия в двух дисциплинах плавательного турнира Олимпиады (максимум два пловца, выполнивших Олимпийский квалификационный норматив (OST) или, возможно, Олимпийский рассматриваемый норматив (OCT)) и получили два универсальных места для уже квалифицировавшихся пловцов в других дисциплинах.
Мужчины
| Спортсмен   | Дисциплина          | Заплывы | Заплывы | Полуфиналы | Полуфиналы | Финал                | Финал                |
| Спортсмен   | Дисциплина          | Время   | Место   | Время      | Место      | Время                | Место                |
| ----------- | ------------------- | ------- | ------- | ---------- | ---------- | -------------------- | -------------------- |
| Крегор Зирк | 400 м вольный стиль | 3.49,59 | 22      | —          | —          | завершил выступление | завершил выступление |
| Крегор Зирк | 200 м баттерфляй    | 1.55,52 | 10 Q    | 1.54,22    | 5 Q        | 1.54,55              | 7                    |

Женщины
| Спортсмен     | Дисциплина  | Заплывы | Заплывы | Полуфиналы            | Полуфиналы            | Финал                 | Финал                 |
| Спортсмен     | Дисциплина  | Время   | Место   | Время                 | Место                 | Время                 | Место                 |
| ------------- | ----------- | ------- | ------- | --------------------- | --------------------- | --------------------- | --------------------- |
| Энели Ефимова | 100 м брасс | 1.06,24 | 8 Q     | 1.06,23               | 8 Q                   | 1.06,50               | 7                     |
| Энели Ефимова | 200 м брасс | 2.30,68 | 23      | завершила выступление | завершила выступление | завершила выступление | завершила выступление |

## Стрельба
Эстония завоевала по одному месту в олимпийском турнире стрелков на Чемпионате мира по стрельбе 2023 года в Баку, Азербайджан и на Олимпийском квалификационном турнире ISSF по стендовой стрельбе 2024 года в Дохе, Катар.
Мужчины
| Спортсмен       | Дисциплина                         | Квалификация | Квалификация | Финал                | Финал                |
| Спортсмен       | Дисциплина                         | Баллы        | Место        | Баллы                | Место                |
| --------------- | ---------------------------------- | ------------ | ------------ | -------------------- | -------------------- |
| Пеэтер Олеск    | Скорострельный пистолет, 25 метров | 583          | 11           | завершил выступление | завершил выступление |
| Пеэтер Юэриссон | Скит                               | 113          | 28           | завершил выступление | завершил выступление |

## Стрельба из лука
Эстония завоевала одно место в личных соревнованиях женщин на Европейском континентальном квалификационном турнире 2024 года в Эссене, Германияю
| Спортсмен    | Дисциплина                        | Предварительный раунд | Предварительный раунд | 1/32 финала            | 1/16 финала           | 1/8 финала            | Четвертьфиналы        | Полуфиналы            | Финал / За 3 место    | Финал / За 3 место    |
| Спортсмен    | Дисциплина                        | Результат             | Посев                 | Соперник Счет          | Соперник Счет         | Соперник Счет         | Соперник Счет         | Соперник Счет         | Соперник Счет         | Место                 |
| ------------ | --------------------------------- | --------------------- | --------------------- | ---------------------- | --------------------- | --------------------- | --------------------- | --------------------- | --------------------- | --------------------- |
| Реэна Пярнат | Женщины индивидуальное первенство | 646                   | 42                    | INDДипика Кумари П 5–6 | завершила выступление | завершила выступление | завершила выступление | завершила выступление | завершила выступление | завершила выступление |

## Тяжёлая атлетика
Эстония получила одно универсальное место в мужские соревнования.
| Спортсмен | Категория            | Рывок     | Рывок | Толчок    | Толчок | Всего | Место |
| Спортсмен | Категория            | Результат | Место | Результат | Место  | Всего | Место |
| --------- | -------------------- | --------- | ----- | --------- | ------ | ----- | ----- |
| Март Сейм | Мужчины свыше 102 кг | 180       | 9     | 220       | 9      | 400   | 9     |

## Фехтование
Эстония получила по рейтингу FEI одно индивидуальное место в женской шпаге.
Нелли Дифферт заняла четвертое место, проиграв Эстер Мухари из Венгрии со счетом 14:15.
| Спортсмен     | Дисциплина    | 1/16 финала          | 1/8 финала               | Четвертьфинал               | Полуфинал             | Финал / За 3 место      | Финал / За 3 место |
| Спортсмен     | Дисциплина    | Соперник Счет        | Соперник Счет            | Соперник Счет               | Соперник Счет         | Соперник Счет           | Место              |
| ------------- | ------------- | -------------------- | ------------------------ | --------------------------- | --------------------- | ----------------------- | ------------------ |
| Нелли Дифферт | Женщины шпага | KORКан Ён Ми В 14–13 | POLАлиция Класик В 11–10 | ITAАльберта Сантуччо В 10–9 | HKGВивиан Кон П 11–15 | HUNЭстер Мухари П 14–15 | 4                  |